# Festa di santa Lucia
Il giorno di Santa Lucia, chiamato anche Festa di Santa Lucia, è una festa cristiana che si svolte il 13 dicembre in onore di Santa Lucia di Siracusa, vergine martire del III secolo che morì sotto la persecuzione di Diocleziano. Secondo la tradizione cristiana, Lucia portò cibo e aiuti ai cristiani nascosti nelle catacombe romane, portando sul capo una corona a lume di candela in modo da illuminare il suo cammino e portare quanto più cibo possibile nelle mani. La sua festa coincideva con il solstizio d'inverno, il giorno più corto dell'anno prima delle riforme del calendario. Rientrando nel periodo chiamato Avvento, il giorno di Santa Lucia è visto come un precursore del periodo natalizio, indicando l'arrivo della Luce di Cristo nel calendario il giorno di Natale.
La festa di Santa Lucia viene celebrata in Sicilia, in particolare a Siracusa, e oltre lo stretto a Crotone, Napoli (nel borgo Santa Lucia), Siena, Venezia (il suo corpo è conservato da diversi secoli nella città lagunare, dal 1863 nel santuario di Lucia situato a campo San Geremia, nel sestiere di Cannaregio), Bergamo, Brescia, Verona e Mantova. La devozione verso la Santa è diffusa in altre città e nelle rispettive province del Nord Italia: Cremona (e Crema in provincia), Lodi, Pavia, Piacenza, Parma, Reggio Emilia, in provincia di Modena (Bassa modenese), a Bologna, a Savona, nel Veneto, in Friuli-Venezia Giulia e nel Trentino-Alto Adige, espandendosi anche all'estero, in particolare in Scandinavia, dove gli inverni sono lunghi e bui, e quello del 13 dicembre è un giorno di festa importante. Lì la santa è rappresentata come una donna in abito bianco (colore della purezza del battesimo), con una fascia rossa (colore del sangue del suo martirio) e con una corona di candele sulla sua testa.  
In Norvegia, Svezia e nelle regioni di lingua svedese della Finlandia, si cantano canzoni a tema e le ragazze, vestite da Santa Lucia, portano in processione biscotti e panini allo zafferano, come metafora del "portare la luce del Cristianesimo attraverso le tenebre del mondo". Sia i protestanti che i cattolici partecipano a queste processioni, e i ragazzi impersonano di solito altre figure legate al Natale, come Santo Stefano. Si dice che celebrare compuntamente la giornata di Santa Lucia aiuterà a vivere le lunghe giornate invernali con sufficiente luce.  
In Argentina, dove si trova una delle più grandi se non la più grande comunità siracusana nel mondo (soprattutto tra Buenos Aires e Mar del Plata), i festeggiamenti sono molto simili a quelli di Siracusa. Inoltre, nelle coste della Dalmazia e in Ungheria, una tradizione popolare nel giorno di Santa Lucia prevede di piantare chicchi di grano: questi rappresentano la Natività, e nel giorno di Natale saranno già alti. In Repubblica Ceca, tradizione vuole che, alla vigilia del 13 dicembre, delle donne vestite di bianco con il nome di Lucia facessero visita alle famiglie. Anche nella vicina Slovacchia ci sono festeggiamenti ed eventi dedicati alla santa aretusea. 

## Origini
Un'iscrizione del IV secolo a Siracusa in memoria di una tal Euskia menziona il giorno di Santa Lucia come una festa locale: recita «Euschia, irreprensibile, vissuta buona e pura per circa 25 anni, morì nella festa della mia santa Lucia, per la quale non vi è elogio come conviene. Cristiana, fedele, perfetta, riconoscente a suo marito di una viva gratitudine.». La festa di Santa Lucia divenne una festa universale della Chiesa nel VI secolo, commemorando la morte della martire cristiana il 13 dicembre 304 d.C. Il giorno di Santa Lucia appare nel sacramentario di papa Gregorio I, così come quello di Beda il Venerabile, ed erano edificate chiese dedicate a Santa Lucia in Italia e in Inghilterra.
Più tardi i missionari cristiani arrivarono in Scandinavia per evangelizzare la popolazione locale, portando con sé la commemorazione di Santa Lucia, e questa "storia di una fanciulla che portava luce in mezzo alle tenebre senza dubbio ha avuto un grande significato per le persone che, nel mezzo di un dicembre del mare del Nord, desideravano il sollievo dal calore e dalla luce". La celebrazione della festa di Santa Lucia è attestata per la prima volta nel Medioevo e continuò dopo la Riforma protestante negli anni 1520 e 1530, sebbene la celebrazione, nei modi odierni, abbia solo circa 200 anni. Santa Lucia è ancora oggi uno dei pochi santi celebrati dal popolo nordico prevalentemente luterano: danesi, svedesi, finlandesi e norvegesi, compresi quelli emigrati in nord America (negli Stati Uniti e in Canada). 
Si ipotizza che le celebrazioni della festa di Santa Lucia in Scandinavia possano conservare alcuni indigeni elementi pagani e pre-cristiani di origine mediovale germanica perché, come gran parte del folklore e persino della religiosità scandinava, sono incentrate sulla lotta annuale tra luce e oscurità. È anche probabile che la tradizione debba la sua popolarità nei paesi nordici all'estremo cambiamento delle ore diurne tra le stagioni in questa regione. La festa pre-cristiana di Yule, o jól, era la festa più importante in Scandinavia e nel Nord Europa, una occasione per banchettare, bere, fare regali ed incontrarsi. In generale la celebrazione del solstizio d'inverno è collegata a molte pratiche che sono poi confluite nel periodo dell'Avvento e nelle celebrazioni natalizie di oggi. Anche il buddhismo e l'ebraismo celebrano la santa siracusana con delle feste a tema di luce: in India con il diwali, nei paesi ebraici con la chanukkah.

### 13 dicembre
Le celebrazioni cattoliche hanno luogo il 13 dicembre e a maggio. Santa Lucia, il cui nome deriva dalla parola latina "lux" che significa luce, si collega con questo elemento e con le giornate che crescono più a lungo dopo il solstizio d'Inverno.
Santa Lucia è la patrona di Siracusa, sua città natale. Il 13 dicembre una statua in argento della santa insieme all'urna contenente le sue reliquie vengono fatte sfilare per le strade della parte storica della città portate a spalla rispettivamente da uomini e donne siracusani. Il simulacro inizia il suo percorso tradizionale dal Duomo nell'isola di Ortigia fino alla Basilica di Santa Lucia al Sepolcro nel quartiere della Borgata Santa Lucia, sorgente sul luogo in cui fu martirizzata e sepolta. I siciliani ricordano una leggenda secondo cui una carestia si concluse nel giorno della sua festa quando navi piene di grano entrarono nel porto. Qui, è tradizionale mangiare cereali integrali anziché pane il 13 dicembre. Questo di solito assume la forma di cuccìa, un dolce preparato mercolando semi di grano bollito con ricotta, pezzetti di frutta candita e cioccolato nelle versioni più moderne. Talvolta servito come zuppa salata con fagioli. Altra tradizione è quella di mangiare arancine di riso, sia in versione salata che dolce, cibo da strada tipico della cucina siciliana. La tradizione di consumare arancine il 13 dicembre è particolarmente radicata nella città di Palermo, tanto da essere un elemento fondamentale della cucina palermitana, ma è presente anche in altre zone dell'isola.
In Scandinavia, come in tutta l'Europa protestante, fino alla metà del XVIII secolo, questa era la notte più lunga dell'anno in coincidenza con il solstizio d'inverno, in quanto era impiegato ancora il calendario giuliano. Tanto che il poeta inglese John Donne scriverà poi il poema A Nocturnal upon St. Lucy's Day.
L'attuale calendario gregoriano servì a riparare una discrepanza originata dalla minore precisione del calendario giuliano: se c'erano otto giorni di sfasamento nel XIV secolo, questi erano già dieci nel XVI secolo, per arrivare a undici giorni nel XVIII secolo quando la Scandinavia adottò il nuovo calendario; allora il solstizio d'inverno cadeva il 9 dicembre. In verità la notte del solstizio d'inverno a occhio nudo non è visibilmente più breve dei diversi giorni che precedono e seguono la data e sebbene l'effettiva data giuliana del solstizio d'Inverno avrebbe potuto essere anche il 15 o il 14 dicembre, nel momento in cui il cristianesimo fu introdotto in Scandinavia, il 13 dicembre era allora considerato come il giorno più corto.
La scelta del 13 dicembre come giorno di Santa Lucia, tuttavia, precede l'errore di otto giorni del calendario giuliano del XIV secolo. Questa data è attestata nel calendario monastico pre-tridentico, e probabilmente risalente alle prime attestazioni del culto della santa, tra VI e VII secolo, ed è la data oggi usata in tutta Europa. Così, mentre il mondo cambiava da un sistema di calendario giuliano a quello gregoriano - e quindi acquisiva una nuova data per il solstizio d'inverno - il giorno di Santa Lucia era conservato il 13 dicembre, e non si spostò verso il 21.

### Santa Lucia

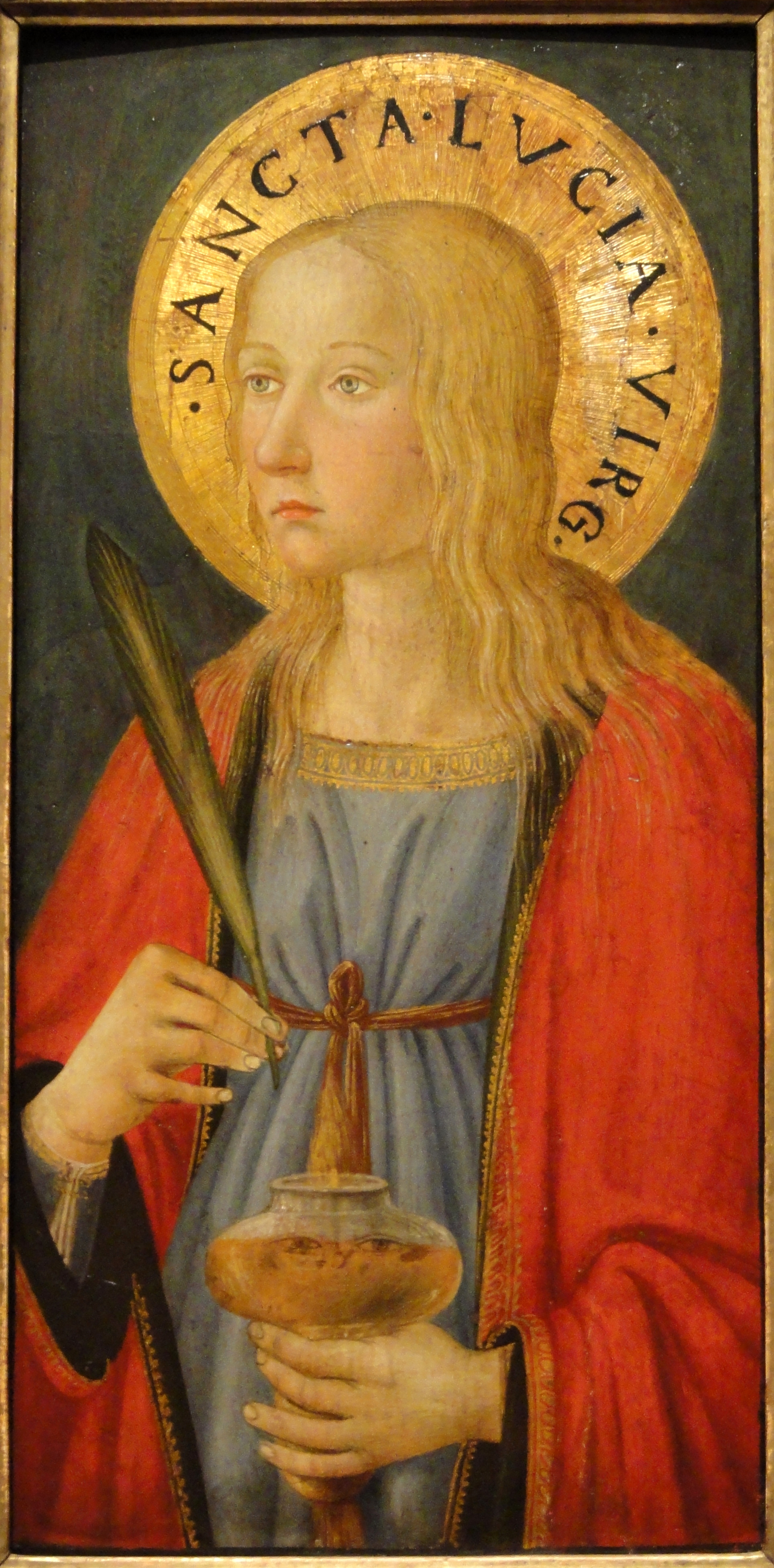
Santa Lucia di Cosimo Rosselli, Firenze, c. 1470, tempera su legno

Le uniche informazioni certe su Santa Lucia confermate anche dall'archeologia riguardano la sua provenienza, cioè la città di Siracusa in Sicilia. Secondo l'agiografia, Lucia nacque da genitori ricchi e nobili intorno al 283. Suo padre era di origine romana, ma morì quando lei aveva cinque anni, lasciando Lucia e sua madre senza un tutore legale. Sebbene non esistano fonti per la sua vita che non siano le agiografie, Santa Lucia (il cui nome Lucia si riferisce alla "luce" (Lux in latino), sarebbe stata una santa siciliana martirizzata a Siracusa intorno al 310 d.C. La Leggenda Aurea di Giacomo da Varagine, compilata per la prima volta nel XIII secolo, un compendio diffuso e influente delle biografie dei santi, è la fonte principale sulla sua vita.
Ella avrebbe portato sua madre, malata, nel santuario di Sant'Agata, dove fu guarita: Lucia allora convinse la madre a permetterle di distribuire gran parte delle loro ricchezze tra i poveri. Lucia poi si rifiutò di sposare un pagano e da questi fu denunciato alle autorità romane: secondo la leggenda fu minacciata di venire condotta in un bordello se non avesse abiurato ma, al suo rifiuto, nemmeno cinquanta buoi a cui era stata legata riuscirono a spostarla. Allora accatastarono legna per una pira, così da bruciarla sul posto: nel mentre lei continuava a parlare, dicendo che la sua morte non avrebbe spaventato gli altri cristiani ma avrebbe addolorato i non credenti. Uno dei soldati le infilò una lancia in gola per fermare queste denunce, ma senza alcun effetto. Santa Lucia morì in seguito, solo dopo avere ricevuto la comunione. Charles Macfarlane scrisse che il suo principale reato potrebbe essere avere donato tutta la sua grande ricchezza ai poveri invece di condividerlo con il suo pretendente, che per questo l'avrebbe poi accusata presso il governatore di professare il cristianesimo.
Tutti i dettagli della sua vita sono quelli convenzionali associati alle martiri femminili dei primi anni del IV secolo e John Henry Blunt vede la sua storia come un romanzo cristiano simile a quello di altri vergini martiri. In un'altra storia, Santa Lucia aiutava i cristiani a nascondersi nelle catacombe durante le persecuzione dei cristiani sotto Diocleziano, e per portare con sé quante più provviste possibili, aveva bisogno di avere entrambe le mani libere: risolse così attaccando le candele a una ghirlanda sulla sua testa.
Santa Lucia è spesso raffigurata in arte con una palma come simbolo del martirio.

## Celebrazioni

### Argentina
Nel paese sudamericano, gli italo-argentini originari di o nati a Siracusa e residenti a Buenos Aires (in particolare nel barrio de La Boca) e a Mar del Plata, festeggiano Santa Lucia in maniera molto simile, quasi identica, a quanto avviene in Sicilia. Basti pensare che il simulacro, realizzato nel 1948 dallo scultore pozzallese Vincenzo Assenza e spedito l'anno dopo a Buenos Aires con la nave Toscanelli, è la copia identica e perfetta di quello di Siracusa. Esso venne portato per la prima volta in processione per las calles (le strade) de La Boca nel 1950. Persino l'abbigliamento dei portatori del simulacro è identico a quello siracusano, infatti anche qui si vedono i berretti verdi indossati dai portatori siracusani. A Mar del Plata, la gente di mare aretusea ha portato dalla propria terra la festa del Patrocinio di maggio non solo per devozione verso la Santa ma anche per omaggiare il mare da cui, con l'arrivo delle navi cariche di grano e di cibo vario nel porto di Siracusa, ci fu la fine della carestia che colpì la città di Aretusa nel maggio 1646. Altri festeggiamenti di rilievo si tengono dagli anni settanta nel dicembre di ogni anno a Santa Lucia di Corrientes. Proprio questa città è l'epicentro della festa nazionale dichiarata nel 1991 in considerazione del fatto che i partecipanti arrivano anche dai comuni vicini e addirittura dall'intero territorio argentino. Più che una festa, è un festival in cui oltre alle celebrazioni religiose, si svolgono eventi collaterali come notti di canti e di danze, ranchos tradizionali con prodotti tipici, esposizioni di artigianato, e spettacoli artistici a cui partecipano personalità illustri.
I devoti argentini, oltre a venerare e a festeggiare Santa Lucia nel proprio paese, si recano singolarmente o in gruppo, a volte o annualmente a Siracusa per partecipare ai festeggiamenti di dicembre o di maggio, o in entrambe le occasioni. Si ricordano in particolare le presenze di numerose rappresentanze da Buenos Aires e da Mar del Plata nel dicembre 1992 e 2004, in occasione dell'eccezionale ritorno delle spoglie della santa siracusana dopo quasi un millennio e nell'ambito delle celebrazioni dei 1700 anni dal martirio. Al contrario, anche delegazioni siracusane hanno preso parte ai festeggiamenti in Argentina, come nel giugno 1997 quando una anch'essa folta rappresentanza proveniente da Siracusa, composta da alcune personalità istituzionali tra cui l'allora sindaco Marco Fatuzzo e l'allora arcivescovo monsignor Giuseppe Costanzo nonché la banda musicale "Città di Siracusa", rinsaldò il già forte legame tra Siracusa e l'Argentina partecipando alla festa de La Boca e visitando la comunità siracusana a Mar del Plata. 

### Croazia e Ungheria
In Ungheria e in Croazia, una tradizione popolare nel giorno di Santa Lucia prevede di piantare chicchi di grano che il giorno del Natale saranno alti diversi centimetri: questo nuovo grano serve come simbolo della nuova vita nata a Betlemme, la Natività, e qualche volta viene posta una candela vicino alla nuova pianta "come simbolo della Luce di Cristo".

### Santa Lucia (Caraibi)
A Saint Lucia, una piccola isola dei Caraibi, il 13 dicembre si festeggia la santa patrona ed è festa nazionale. Il Festival Nazionale delle Luci e del Rinnovamento si svolge la sera del 12 dicembre in onore di Santa Lucia da Siracusa, la santa della luce. Durante questa celebrazione, vengono accese luci decorative (per lo più a tema natalizio) nella capitale Castries; gli artigiani partecipano con lanterne decorate e le celebrazioni ufficiali terminano con uno spettacolo pirotecnico.

### Scandinavia

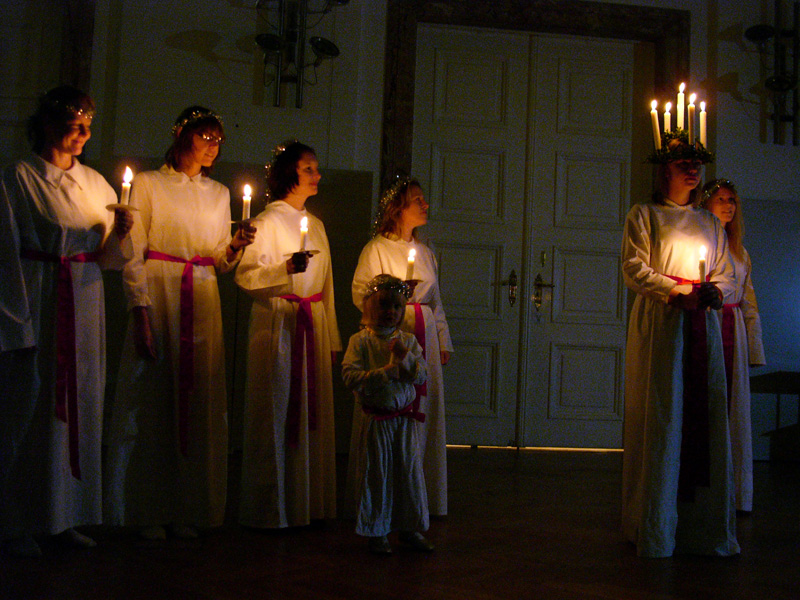
Ragazze svedesi cantano nel giorno della celebrazione di Santa Lucia a Vienna

In Svezia, Danimarca, Norvegia e Finlandia, Lucia è venerata il 13 dicembre in una cerimonia in cui viene eletta una ragazza per rappresentarla. Indossa un abito bianco con una fascia rossa e una corona di candele in testa, cammina davanti a una processione di donne, ognuna con una candela. Le candele simboleggiano il fuoco che ha rifiutato di prendere la vita di Santa Lucia quando è stata condannata al rogo. Le donne cantano una canzone mentre entrano nella stanza, sulla melodia della tradizionale canzone napoletana Santa Lucia: se i testi italiani descrivono il panorama di Borgo Santa Lucia a Napoli, i vari testi scandinavi sono modellati per l'occasione, descrivendo la luce con cui Lucia vince l'oscurità. Ogni nazione scandinava ha testi nella propria lingua. Dopo aver terminato questa canzone, la processione canta canzoni di Natale o altre canzoni su Lucia.  
Santa Lucia viene festeggiata anche in Islanda, sebbene in misura minore rispetto ai suddetti paesi. 

#### Danimarca

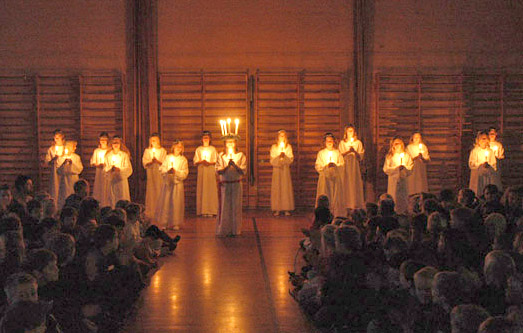
Ragazze danesi in processione nella scuola pubblica di Helsingør, 2001

In Danimarca il Luciadag fu celebrato per la prima volta il 13 dicembre 1944: la tradizione fu importata direttamente dalla Svezia per iniziativa di Franz Wend, segretario di Föreningen Norden, come un tentativo "di portare luce in un tempo di oscurità". Implicitamente era inteso come una protesta passiva contro l'occupazione tedesca durante la seconda guerra mondiale, ma da allora è velocemente diventata una tradizione. Sebbene sia stata importata dalla Svezia, differisce in parte per il fatto che la celebrazione è sempre stata fortemente legata alla religiosità cristiane, ed anzi è un evento importante nella maggior parte delle chiese in concomitanza con il Natale. Scuole e asili nido usano anche l'occasione per offrire un giorno di festa ai bambini in uno degli ultimi giorni prima delle vacanze natalizie, ma per il resto non ha molto impatto su altri aspetti della società.
Invece la versione tradizionale danese della canzone napoletana non è particolarmente cristiana nel testo: Nu bæres lyset frem / stolt på din krone. / Rundt om i hus og hjem / sangen skal tone ("La luce è portata avanti / orgogliosamente sulla tua corona. / Intorno la casa e dentro / La canzone deve suonare ora"). Esiste anche una versione del testo più legata alla religione cristiana, Sankta Lucia, scritta nel 1982 dal pastore Holger Lissner.
Il giorno di Santa Lucia è celebrato anche nelle vicine isole Fær Øer.

#### Finlandia
Le celebrazioni finlandesi sono storicamente legate alla cultura svedese e agli svedesi di Finlandia. Celebrano il Luciadagen una settimana prima del solstizio d'inverno e la santa è celebrata come un "faro di luminosità" nel periodo più buio dell'anno. Le prime testimonianze delle celebrazioni di Santa Lucia in Finlandia risalgono al 1898 mentre le prime grandi feste sono del 1930, un paio d'anni dopo che le celebrazioni in Svezia erano diventate cosa comune. La prima "Santa Lucia della Finlandia" è stata eletta dal 1949 ed incoronata nella Cattedrale di Helsinki mentre le varie Santa Lucia locali sono elette in quasi tutti i luoghi in cui esiste una popolazione svedesofona in Finlandia. Recentemente anche la popolazione di lingua finlandese ha iniziato ad abbracciare le celebrazioni.

#### Norvegia
Storicamente i norvegesi chiamavano il 13 dicembre Lussinatten: era la notte più lunga dell'anno e non si lavorava. Lussi, una temibile strega, puniva chiunque osasse lavorare e da quella notte fino a Natale spiriti, gnomi e troll vagavano per la terra mentre gli animali della fattoria acquisivano il dono della parola. Lussinatt, la notte del 13 dicembre, fu in gran parte dimenticato in Norvegia fin dall'inizio del XX secolo, sebbene persistesse il ricordo di una notte inquietante, e le celebrazioni si riducevano alle zone agricole nell'entroterra centrale e orientale. Fu solo dopo la seconda guerra mondiale che la moderna celebrazione di Santa Lucia fu adottata in Norvegia su scala più ampia per arrivare ad essere, oggi, osservata in tutto il paese.
Come la tradizione svedese, e diversamente da quella danese, Santa Lucia è in gran parte un evento laico, magari osservato negli asili e nelle scuole. Tuttavia negli ultimi anni è stata incorporata nella liturgia dell'Avvento nella Chiesa di Norvegia: i ragazzi vengono compresi nella processione per rappresentare i Magi con alti cappelli oppure cantando inni in onore di Santo Stefano. Normalmente i bambini delle scuole formano processioni attraverso i corridoi dell'edificio scolastico portando candele e distribuendo Lussekatt. Anche se raramente viene celebrata in casa, è possibile che i genitori si prendano una pausa dal lavoro per assistere a queste processioni mattutine a scuola al mattino. Più tardi, nel corso della giornata, la processione di solito visita le case di riposo, gli ospedali e le case di cura locali.
La versione norvegese tradizionale della canzone napoletana è, proprio come quella danese, non particolarmente di natura cristiana: Svart senker natten seg / i stall og stue. / Solen har gått sin vei /skyggene truer ("La notte scende nera / nella stalla e nel soggiorno. / Il sole è scomparso / le ombre minacciano").

#### Svezia

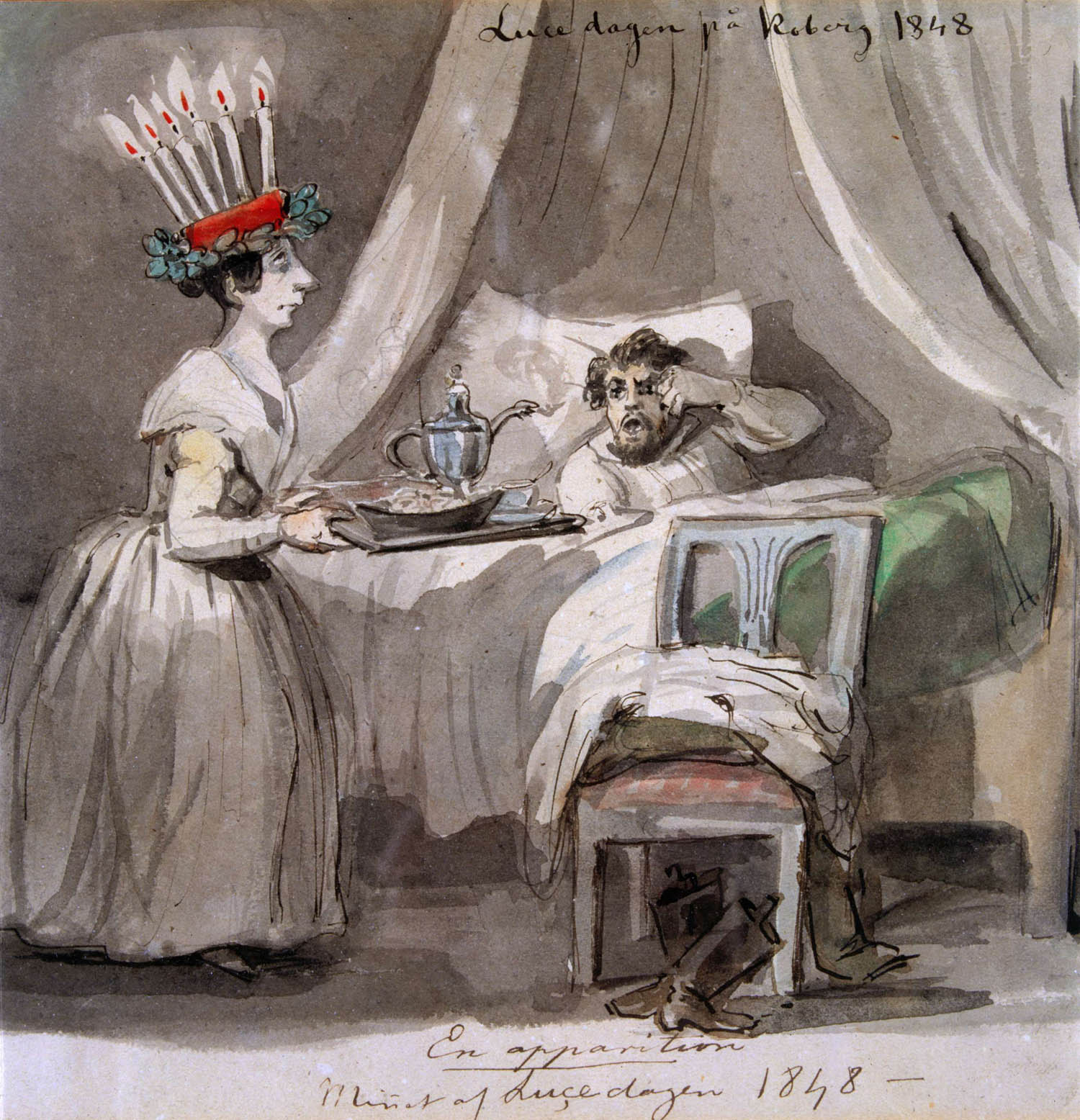
Santa Lucia nel 1848 raffigurata da Fritz von Dardel

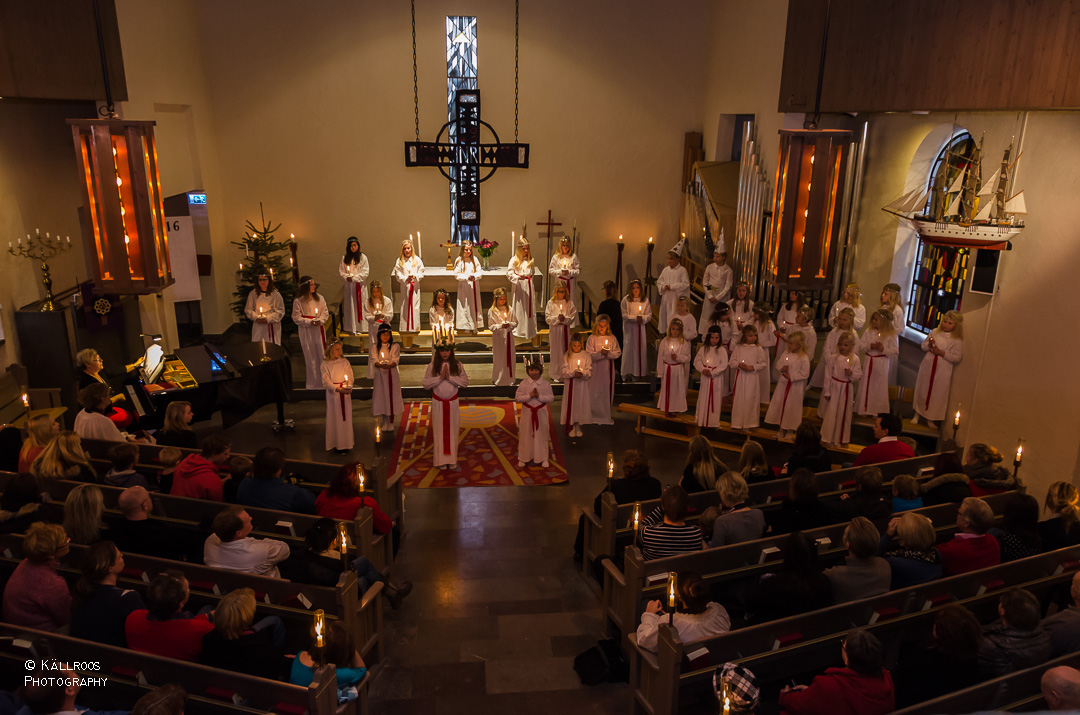
Corteo di Santa Lucia nella chiesa di Borgholm, Svezia, 2012

Alcuni tracciano la "rinascita" delle celebrazioni di Lucia in Svezia collegandola alla tradizione presente nelle famiglie protestanti tedesche di avere ragazze vestite da angeli che distribuivano regali di Natale. La variante svedese di questo Kindchen Jesus o Christkind, si chiamava Kinken Jesus, e iniziò ad apparire nelle famiglie delle classi agiate nel XVIII secolo alla vigilia di Natale con una corona di candele tra i capelli, distribuendo caramelle e dolci a i bambini. Un'altra teoria sostiene che la celebrazione di Santa Lucia si sia evoluta dalle antiche tradizioni svedesi dei Cantori della Stella, angeli vestiti di bianco che cantavano canti natalizi in diversi eventi durante l'Avvento e il Natale. In entrambi i casi, l'attuale tradizione di avere una donna vestita di bianco con le candele tra i capelli che apparivano la mattina del giorno di Santa Lucia iniziò nell'area intorno a Vänern nel tardo XVIII secolo e si diffuse lentamente in altre parti del paese durante il XIX secolo.
La tradizione moderna delle processioni pubbliche nelle città svedesi iniziò nel 1927 quando un quotidiano di Stoccolma scelse ufficialmente una Lucia per la città quell'anno. L'iniziativa poi prese piede in tutto il paese attraverso la stampa locale e oggi la maggior parte delle città svedesi elegge una Lucia ogni anno. Le scuole eleggono una Lucia e le sue ancelle tra gli studenti e una Lucia nazionale viene eletta dalla televisione di Stato tra le vincitrici regionali, le quali poi visiteranno centri commerciali, case per anziani e chiese, cantando e distribuendo i Pepparkakor, tradizionali biscotti allo zenzero. I ragazzi prendono parte alla processione, interpretando diversi ruoli associati al Natale: alcuni possono essere vestiti con lo stesso tipo di veste bianca, ma con un cappello a forma di cono decorato con stelle dorate, e sono i stjärngossar ("ragazzi stella"); alcuni possono essere vestiti da tomtenissar (elfi di Babbo Natale), portando lanterne; alcuni da uomini di pan di zenzero. Partecipano al canto e hanno anche una canzone o due riservate di loro, di solito Staffan Stalledräng, che racconta la storia di Santo Stefano, il primo martire cristiano, che si prende cura dei suoi cinque cavalli.
Anche se il giorno di Santa Lucia non è una festa ufficiale in Svezia, è comunque una celebrazione popolare. In molte università, gli studenti organizzano grandi cene formali poiché questa è l'ultima occasione per festeggiare insieme prima che la maggior parte di loro torni a casa dalle famiglie per Natale.
La tradizione riguardo alle celebrazioni della santa collegano storicamente la Svezia a Siracusa in Sicilia, anche se qualcuna a oggi è andata perduta, specificatamente quella relativa alla Lucia di Svezia. Ogni anno veniva selezionata una "Lucia" in Svezia per partecipare alle celebrazioni siracusane.

### Italia
Nelle città di Bergamo e Brescia è tradizione che i bambini scrivano una letterina a Santa Lucia stilando una lista di desideri. La missiva, a Bergamo, viene recapitata presso la Chiesa della Madonna dello Spasimo, nella centralissima Via XX settembre, davanti alla quale è possibile osservare nel periodo che precede il 13 dicembre lunghe code di bambini accompagnati da nonni e genitori in attesa di consegnare la letterina. Nelle Altre città e paesi di Lombardia e Veneto i bambini scrivono una letterina a Santa Lucia stilando sempre una lista di desideri che però verrà attaccata alla porta d'ingresso della casa. La notte tra il 12 ed il 13 dicembre Santa Lucia, con il suo carretto trainato da un asinello, consegna doni nelle case di tutti i bambini i quali, prima di andare a dormire, preparano cibo e bevande affinché la Santa e il fido asinello si possano ristorare. L'indomani mattina i bimbi si sveglieranno trovando il cibo consumato ed i regali richiesti nella letterina, ma solo se sono stati buoni.